# Comuna Piilo, Kaluș
Piilo (în ucraineană Пійло) este o comună în raionul Kaluș, regiunea Ivano-Frankivsk, Ucraina, formată din satele Dovhe-Kaluske și Piilo (reședința).

## Demografie
Componența lingvistică a comunei Piilo
     Ucraineană (99,67%)
     Alte limbi (0,32%)
Conform recensământului din 2001, majoritatea populației comunei Piilo era vorbitoare de ucraineană (99,67%), existând în minoritate și vorbitori de alte limbi.